# Dino Grandi
Dino Grandi (4 de junho de 1895 — 21 de maio de 1988), foi um político fascista, Ministro da Justiça, Ministro de Negócios Estrangeiros e Presidente do Parlamento italiano.

## Origens
Nascido em Mordano, perto de Ímola, em 4 de junho de 1895, de pai agricultor e mãe professora, Grandi graduou-se em direito e economia pela Universidade de Bolonha em 1919 (após servir na Primeira Guerra Mundial), Grandi iniciou uma carreira como advogado em Ímola. Atraído pela esquerda política, impressionou-se, no entanto, com Benito Mussolini após um encontro entre os dois em 1914, tornando-se um acérrimo defensor da adesão da Itália à Primeira Guerra Mundial.
Aderiu aos camisas negras aos 25 anos, e foi um dos 35 representantes fascistas eleitos, junto com Mussolini, em maio de 1921 à Câmara dos Deputados. Grandi sobreviveu a uma emboscada realizada por militantes esquerdistas em 1920, e teve seu escritório devastado em uma ocasião.

## Estadista fascista
Após a Marcha sobre Roma em 28 de outubro de 1922, na qual os fascistas tomaram o poder da Itália, Grandi tornou-se parte do novo governo; primeiramente sob a Secretaria do Interior (1923), depois como Ministro de Negócios Estrangeiros (1929), e também serviu  como embaixador italiano no Reino Unido (de 1932 a 1939). Foi chamado de volta para a Itália após tentar realizar um pacto entre seu país e a Grã Bretanha, para evitar que a Itália entrasse na guerra. Por pressão de Hitler, Mussolini o removeu do cargo de embaixador e o nomeou Ministro da Justiça. Dino Grandi era um aliado aos grupos fascistas mais violentos e radicais, sempre cercado de membros dos Camisas Negras. Usou sua posição para criticar a tentativa de Mussolini de chegar a um armistício com os esquerdistas.
Como diplomata, Grandi criou uma rede de conexões que tinham por objetivo repreender o genro de Mussolini, Galeazzo Ciano. Assim, convenceu o Rei Vitório Emanuele III a conceder-lhe um título, e conseguiu comprar uma posição confortável até ser enviado por Mussolini à Guerra Greco-Italiana em 1941.

## Golpe e últimos dias
Assim que a Segunda Guerra Mundial (a qual Grandi se opusera) iniciou a ter seu efeito devastador na Itália, Grandi e outros membros do Grande Conselho Fascista se reuniram em 24 de julho de 1943. Nesta reunião, Grandi voltou-se contra Mussolini e fez uma petição para que Vitório Emanuele III retomasse sua autoridade constitucional. A resolução foi aprovada por 19 votos contra 7, com uma abstenção — efetivamente removendo Mussolini do cargo. O Rei formalmente removeu e prendeu Mussolini no dia seguinte.
Grandi também negociou uma trégua com os movimentos sociais da esquerda, notadamente com os sindicatos (agrupados na Confederação Geral Italiana do Trabalho), que deu caminho ao movimento da resistência italiana contra a Alemanha Nazi.
Enquanto os aliados ocupavam o sul italiano, um governo fascista alternativo foi estabelecido no Norte da Itália, a República Social Italiana. Grandi foi sentenciado à morte por traição no tribunal nazi-fascista conhecido como julgamento de Verona, que tomou lugar de 8 a 10 de janeiro de 1944. Grandi, no entanto, teve a clarividência de fugir para a Espanha franquista em agosto de 1943. Morou lá, depois mudando-se para Portugal (1943-1948), depois Argentina, em seguida, São Paulo, Brasil, até à década de 1960, onde alguns moradores da Avenida Cidade Jardim o relatavam como um senhor alto, corpulento e de olhos rasgados, mas não sabiam muita coisa sobre esse vizinho porque raramente ele se dispunha a falar.
Dino Grandi faleceu em Bolonha, em 21 de maio de 1988. Coincidentemente, Grandi morreu no mesmo fim de semana que dois líderes fascistas italianos pós-guerra: Pino Romualdi (no mesmo dia) e Giorgio Almirante (no dia seguinte).